# 벤트 십자군

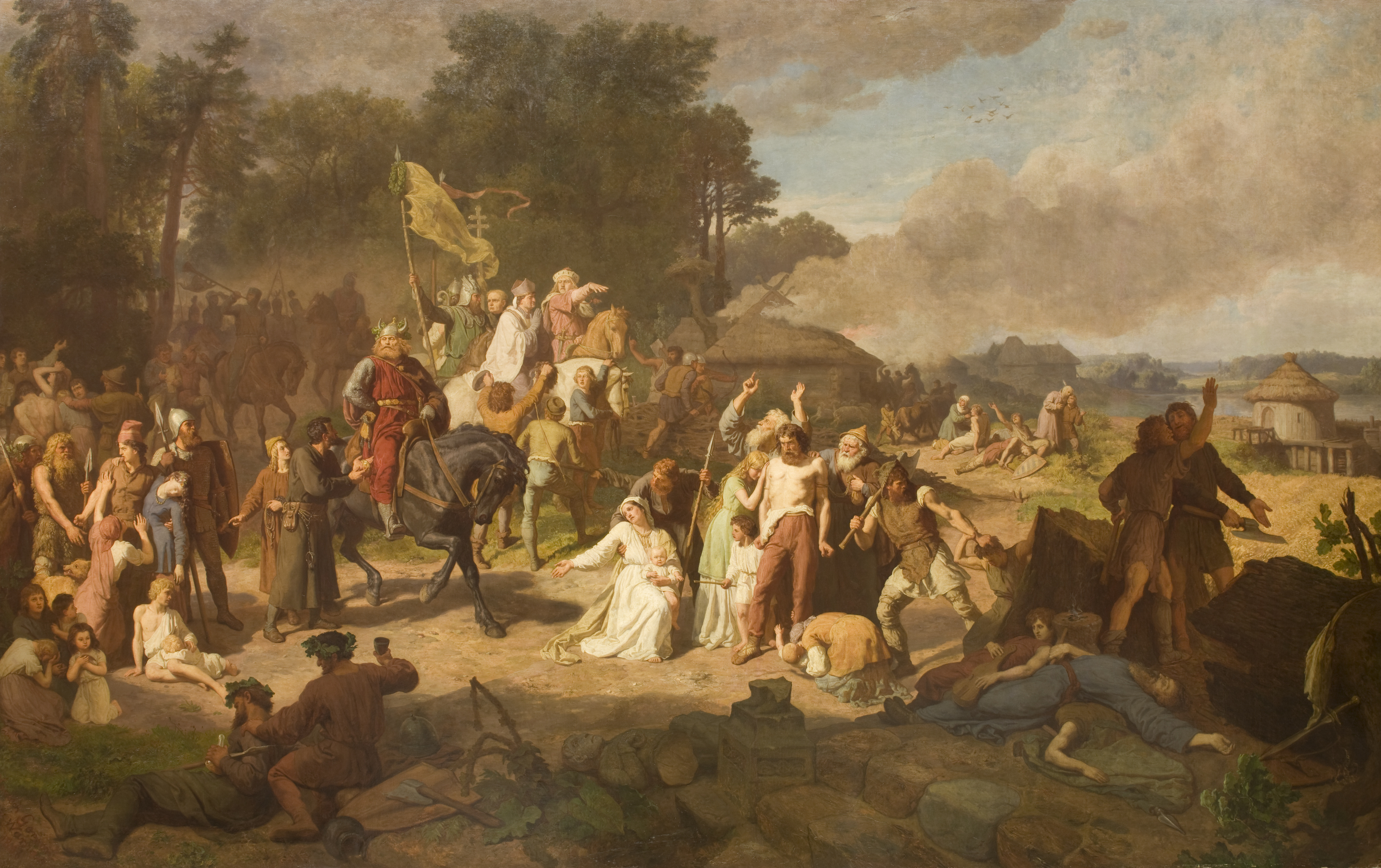
벤트인의 포획

벤트 십자군(독일어: Wendenkreuzzug, 영어: Wendish Crusade)은 1147년 신성로마제국의 독일 왕국에서 슬라브계 민족인 폴라브인(또는 "벤트인")을 토벌할 목적으로 일으킨 십자군으로, 북방 십자군과 제2차 십자군의 일부이다. 벤트인은 엘베강 이동(以東)에 살던 슬라브 부족들인 오보트리트인, 란인, 루티치인, 바그리인, 포메라니아인으로 이루어졌으며, 그 분포 지역은 오늘날의 독일 동북부와 폴란드 영토에 걸친다.

## 같이 보기
- 북방십자군